# Max Gradel
Max-Alain Gradel (* 30. listopadu 1987 Abidžan) je profesionální fotbalista z Pobřeží slonoviny, který hraje na pozici levého křídelníka za turecký klub Gaziantep FK a za fotbalovou reprezentaci Pobřeží slonoviny.

## Klubová kariéra
Jeho prvním klubem v profesionálním fotbale byl anglický Leicester City FC. Z Leicesteru dvakrát hostoval, nejprve v AFC Bournemouth pro sezónu 2007/08 a poté šel na měsíční hostování na podzim 2009 do Leedsu United. Do Leedsu na začátku roku 2010 přestoupil natrvalo.
Koncem srpna 2011 přestoupil do francouzského klubu AS Saint-Étienne, kde podepsal smlouvu na 4 roky.
Po jejím vypršení odešel jako volný hráč do anglického klubu AFC Bournemouth (kde již dříve hostoval), nováčka Premier League 2015/16. Podepsal čtyřletý kontrakt.

## Reprezentační kariéra
V A-mužstvu Pobřeží slonoviny debutoval v roce 2011.
Zúčastnil se Mistrovství světa 2014 v Brazílii, kde reprezentace Pobřeží slonoviny vypadla v základní skupině C.
Na Africkém poháru národů v roce 2012 se s reprezentací dostal do finále proti Zambii, zápas skončil 0:0 po prodloužení. V penaltovém rozstřelu jeho tým podlehl 7:8 a africkým šampionem se stala Zambie.
Zúčastnil se i Afrického poháru národů 2015 v Rovníkové Guineji, kde s týmem získal zlatou medaili. Na šampionátu vstřelil dva důležité góly (oba v základní skupině, proti Mali na konečných 1:1 a proti Kamerunu vítězný na konečných 1:0).